# Томар (Аксуатський район)
Тома́р (каз. Томар) — село у складі Аксуатського району Абайської області Казахстану. Входить до складу Ойшиліцького сільського округу.
Населення — 18 осіб (2021; 129 у 2009, 164 у 1999, 177 у 1989).
Національний склад станом на 1989 рік:
- казахи — 100 %